# 나가타역 (지바현)
나가타역(일본어: 永田駅 나가타에키[*])은 일본 지바현 오아미시라사토시에 있는 동일본 여객철도의 철도역이다.

## 역 구조
상대식 2면 2선 구조의 지상역이다. 두 승강장은 과선교로 이어져 있다. 오아미 역이 관리하며, 역 업무는 JR 지바 철도 서비스가 대신 하고 있다. 간이 개찰기에서 스이카 및 제휴 교통카드의 사용이 가능하다.

### 승강장
| 1 | ■ 소토보 선 | 모바라 · 가쓰우라 · 아와카모가와 방면 |
| 2 | ■ 소토보 선 | 오아미 · 소가 · 지바 방면             |

## 역사
- 1959년 3월 20일 - 일본국유철도 보소토 선 (지금의 소토보 선)의 오아미 역 ~ 혼노 역 사이에 새로이 개업했다.
- 1987년 4월 1일 - 민영화에 따라 동일본 여객철도의 소속이 되었다.
- 2001년 11월 18일 - 스이카의 사용이 개시되었다.

## 인접역
| 동일본 여객철도 소토보 선 | 동일본 여객철도 소토보 선 | 동일본 여객철도 소토보 선 |
| ------------------------- | ------------------------- | ------------------------- |
| 오아미 지바 방면          | ■ 소토보 선               | 혼노 아와카모가와 방면    |